# Bohartia isabella
Bohartia isabella là một loài ruồi trong họ Asilidae. Bohartia isabella được Adisoemarto & Wood miêu tả năm 1975. Loài này phân bố ở vùng Tân Bắc giới.